# 阿里山计划

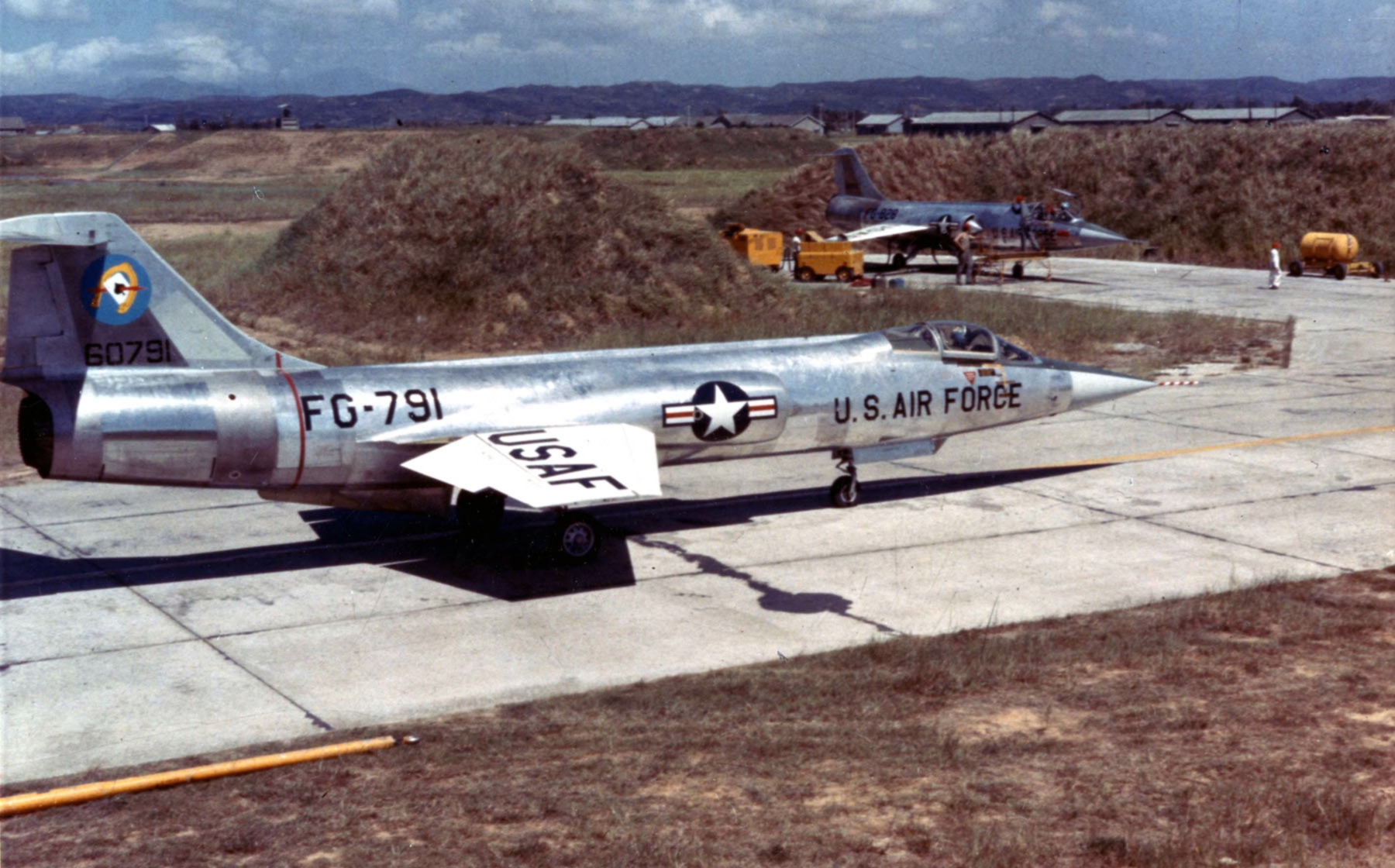
1958年9月15日，83戰鬥攔截中隊（83rd Fighter Interceptor Squadron）停放在桃園空軍基地，編號56-0791的洛克希德F-104A型戰鬥機

1958年第二次台海危機白熱化之際，美軍為表示捍衛中華民國的決心，在1958年9月自加州本土緊急增派第83戰鬥攔截機中隊協防臺灣，這是F-104型戰鬥機與中華民國首次的交集。
該中隊為首批操作F-104A攔截機的單位，而當時中華民國空軍對F-104的了解不多，只知道該機極速達2.0馬赫，比現役的F-86快近一倍；823砲戰結束之後，情報顯示中国人民解放军空军已逐步換裝俄製米格-19戰鬥機，为维持中華民國空軍在台灣海峽的制空权，中華民國國軍方面向美軍顧問團申請更多F-100超級軍刀戰鬥機軍援，F-104並非國軍方面要求的增援機種。不過美國在允諾增援更多的F-100戰機同時，主動提供國軍F-104，這個消息大出國軍意外，也因此在中華民國國防部內出現了意外的反對聲浪。
美軍免費軍援每年有計劃額度，逾額須由接受國家付費。在當時，換裝一支F-104中隊需要的經費，與換裝三個人數破萬的中華民國陸軍野戰重裝步兵師相等，在經費拮据戰略仍需反攻大陸的時代，分配資源的比重不只考慮實質戰術要求，也涉及政治智慧的配重；但時任中華民國國防部部長俞大維博士認為陸軍野戰步兵師再多對空防也沒有助益，因此決定先換裝一個中隊的F-104，使中華民國空軍正式邁入倍音速時代，換裝代稱是「阿里山計劃」，後續接收F-104仍以相同代稱延續。计有十一号阿里山计划，共接收约247架各型F-104星式戰鬥機:141。

## 阿里山1號
飞机駐地選定位於臺中市的公館基地（美軍擴建後更名為清泉崗空軍基地）。1960年（民國49年）5月17日，首批飞机抵达公館基地，5月26日，举行交机典礼（pp. 140－141）。5月28日，空軍正式換裝美國軍援的首批22架F-104A型單座戰鬥機及5架F-104B型雙座戰鬥機。
F-104戰鬥機在飛行速度於馬赫0.9、1.4、1.7及2.0時，剩餘推力最大；最能發揮該型機的優勢，攔截進犯台灣北部政經中樞的敵機。當時決定由空軍第3大隊第8中隊作為第一個換裝F-104的單位，飛行員由各戰鬥機部隊遴選。換裝F-104的飛行員不只要合乎空勤標準，甚至外貌都列為遴選條件之一，經過兩個多月擇優選出22位空軍官校22期至39期、在當時正處於巔峰狀態，且全員都參加過台海戰爭的飛行員，有些甚至還在民國47年（1958年）甫告一段落的台海危機中擊落過MiG-17。
首批軍援中華民國空軍的2架F-104B型雙座機（編號4101及4102），在1960年5月17日由美軍道格拉斯C-124運輸機自琉球空運抵台，第8中隊位於台中公館基地西區，於是便將西區劃為F-104專用廠區，除第8中隊的空地勤人員外，任何閒雜人等一律不准進入。而當時F-104的裝配廠，俗稱阿里山廠，也就是現在的漢翔航空工業沙鹿廠區。本批次計有F-104A（單座）22架、F-104B（雙座）編號5架；民國55年（1966年）7月底為配合美國軍援政策，阿里山1號的F-104A/B悉數封存運交美國，並移轉給約旦皇家空軍及巴基斯坦空軍。空軍在民國56年（1967年）實施阿里山5號計劃，讓第8中隊換裝美援全新的F-104G及RF-104G替換阿里山1號的F-104A/B。
從台灣轉移到約旦的F-104A/B，由於1967年（民國56年）六日戰爭（第三次中東戰爭）之故，美國一直到1969年戰爭結束後才正式交機給約旦。服役期間，約旦曾將部份戰機借予巴基斯坦參與第三次印巴戰爭，所有約旦星式機最終於1977年1月7日退役，若干機體並在退役後被美國民間收藏家買回，並成為航空博物館藏品。
從台灣轉移到巴基斯坦的F-104A，僅有1架4219號機，於1965年3月進入巴基斯坦空軍。同樣在退役後入藏於該國空軍博物館內。
阿里山1號各機資料如下（轉移約旦及巴基斯坦後服役情形參考自德國網站「916 Starfighter」）：
| 飛機型號 | 國軍編號 | 美軍序列編號 | 阿里山計畫批次 | 備註 |
| -------- | -------- | ------------ | -------------- | --- |
| F-104A   | 4201     | 56-0839      | 阿里山1號      | 1969年軍援約旦，機號914/L |
| F-104A   | 4202     | 56-0828      | 阿里山1號      | 失事 |
| F-104A   | 4203     | 56-0838      | 阿里山1號      | 失事 |
| F-104A   | 4204     | 56-0845      | 阿里山1號      | 1969年軍援約旦，機號916/N，伊爾比德 約旦科技大學紀念展示機 |
| F-104A   | 4205     | 56-0842      | 阿里山1號      | 失事 |
| F-104A   | 4206     | 56-0843      | 阿里山1號      | 1969年軍援約旦，機號915/M。原約旦賴姆薩紀念展示機，2011年11月21日在群眾抗議事件中被搗毀。                                                                              |
| F-104A   | 4207     | 56-0850      | 阿里山1號      | 1969年軍援約旦，機號917。1971年6月6日失事墜毀 |
| F-104A   | 4208     | 56-0769      | 阿里山1號      | 失事 |
| F-104A   | 4209     | 56-0767      | 阿里山1號      | 1969年軍援約旦，機號903。1971年12月17日於第三次印巴戰爭時被印度MIG-21戰鬥機擊落（約旦借機予巴基斯坦，由巴國飛行員駕駛）                                                |
| F-104A   | 4210     | 56-0774      | 阿里山1號      | 1969年軍援約旦，機號904。1974年7月16日失事墜毀 |
| F-104A   | 4211     | 56-0775      | 阿里山1號      | 1969年軍援約旦，機號905/D |
| F-104A   | 4212     | 56-0780      | 阿里山1號      | 1969年軍援約旦，機號908/F。1990年為美國收藏家購入（美國民用編號N66342），現入藏於美國愛迪生 (德克薩斯州) 卡瓦諾飛行博物館                                              |
| F-104A   | 4213     | 56-0777      | 阿里山1號      | 1969年軍援約旦，機號906，1972年9月14日失事墜毀 |
| F-104A   | 4214     | 56-0778      | 阿里山1號      | 1969年軍援約旦，機號907/E，1990年為美國收藏家購入（美國民用編號N66305），現入藏於美國楠帕 (愛達荷州) 戰鷹航空博物館                                                    |
| F-104A   | 4215     | 56-0786      | 阿里山1號      | 1969年軍援約旦皇家空軍，機號909/G。與4212同樣入藏於卡瓦諾飛行博物館 |
| F-104A   | 4216     | 56-0787      | 阿里山1號      | 失事 |
| F-104A   | 4217     | 56-0788      | 阿里山1號      | 1969年軍援約旦，機號910/H。可能在2008年被轉移到安曼約旦大學校園內陳列（無機號），並在2015年轉為穆阿特.卡薩斯貝上尉紀念碑。                                             |
| F-104A   | 4218     | 56-0789      | 阿里山1號      | 1969年軍援約旦，機號911/I，約旦穆塔穆塔大學紀念展示機 |
| F-104A   | 4219     | 56-0798      | 阿里山1號      | 1965年軍援巴基斯坦，機號56-798，喀拉蚩 巴基斯坦空軍博物館紀念展示機 |
| F-104A   | 4220     | 56-0797      | 阿里山1號      | 1969年軍援約旦，機號912/J，約旦巴里拉鎮紀念展示機 |
| F-104A   | 4221     | 56-0799      | 阿里山1號      | 1969年軍援約旦，機號913/K，原約旦薩法維鎮紀念展示機，因遭遇惡劣天氣損壞已被拆除。                                                                                      |
| F-104A   | 4222     | 56-0800      | 阿里山1號      | 失事 |
| F-104B   | 4101     | 57-1294      | 阿里山1號      | 失事後被美軍修復，並於1966年軍援約旦皇家空軍，機號900/A |
| F-104B   | 4102     | 57-1300      | 阿里山1號      | 失事 |
| F-104B   | 4103     | 57-1298      | 阿里山1號      | 1969年軍援約旦，機號902/C，約旦馬德巴市紀念展示機 |
| F-104B   | 4104     | 57-1298      | 阿里山1號      | 失事 |
| F-104B   | 4105     | 57-1296      | 阿里山1號      | 1969年軍援約旦，機號901/B，1990年被美國收藏家購入（美國民用編號N65354），2023年底被最近持有者星式機公司捐贈予美國泰特斯維爾 (佛羅里達州)英勇空軍司令部航空博物館收藏。 |

## 阿里山2號
1963年（民國52年）7月16日，空軍實施阿里山2號計劃，首次接收F-104G。美國依海外軍事援助計劃（Military Associate Program，MAP）軍援一批55架F/TF-104G給中華民國空軍，其中約半數由洛克希德原廠製造，另外一半則由加拿大加拿大飛機公司製造。當中31架（單座25架、雙座6架）於阿里山2號接收，由空軍第3大隊第7中隊操作；本批次中原有5架RF-104G，惟接收後即改裝回戰鬥機使用。
阿里山2號各機日後因為長期肩負空防壓力，幾乎全數於事故中墜毀或重創報廢喪失，僅有4301號機留存。資料如下表（*號表示加拿大飛機製造）：
| 飛機型號 | 國軍編號 | 美軍序列編號 | 阿里山計畫批次 | 備註                  |
| -------- | -------- | ------------ | -------------- | --------------------- |
| F-104G   | 4301     | 62-12250     | 阿里山2號      | 原RF-104G／紀念展示機 |
| F-104G   | 4302     | 62-12251     | 阿里山2號      | 原RF-104G／失事       |
| F-104G   | 4303     | 62-12252     | 阿里山2號      | 原RF-104G             |
| F-104G   | 4307     | 62-12253     | 阿里山2號      | 原RF-104G／失事       |
| F-104G   | 4309     | 62-12258     | 阿里山2號      | 原RF-104G             |
| F-104G   | 4315     | 62-12218     | 阿里山2號      | 失事                  |
| F-104G   | 4316     | 62-12219     | 阿里山2號      | 失事                  |
| F-104G   | 4317     | 62-12257     | 阿里山2號      |                       |
| F-104G   | 4318     | 62-12259     | 阿里山2號      |                       |
| F-104G   | 4319     | 62-12261     | 阿里山2號      |                       |
| F-104G   | 4320     | 62-12220     | 阿里山2號      | 失事                  |
| F-104G   | 4321     | 62-12221     | 阿里山2號      | 失事                  |
| F-104G   | 4322     | 62-12222     | 阿里山2號      | 失事                  |
| F-104G   | 4323     | 62-12223     | 阿里山2號      |                       |
| F-104G   | 4338     | 64-17765     | 阿里山2號      | *失事                 |
| F-104G   | 4339     | 64-17766     | 阿里山2號      | *失事                 |
| F-104G   | 4341     | 64-17768     | 阿里山2號      | *失事                 |
| F-104G   | 4342     | 64-17764     | 阿里山2號      | *失事                 |
| F-104G   | 4343     | 64-17769     | 阿里山2號      | *失事                 |
| F-104G   | 4350     | 64-17775     | 阿里山2號      | *失事                 |
| F-104G   | 4351     | 64-17777     | 阿里山2號      | *失事                 |
| F-104G   | 4354     | 64-17792     | 阿里山2號      | *失事                 |
| F-104G   | 4356     | 64-17794     | 阿里山2號      | *失事                 |
| F-104G   | 4357     | 64-17795     | 阿里山2號      | *失事                 |
| F-104G   | 4359     | 61-2604      | 阿里山2號      | 失事                  |
| TF-104G  | 4141     | 62-12262     | 阿里山2號      | 失事                  |
| TF-104G  | 4142     | 62-12265     | 阿里山2號      | 失事                  |
| TF-104G  | 4143     | 62-12268     | 阿里山2號      | 失事                  |
| TF-104G  | 4144     | 62-12269     | 阿里山2號      | 失事                  |
| TF-104G  | 4145     | 62-12270     | 阿里山2號      | 失事                  |
| TF-104G  | 4148     | 62-12266     | 阿里山2號      | 失事                  |

## 阿里山3號
1963年8月12日，在阿里山2號實施約1個月後，空軍火速進行阿里山3號計劃，由空軍第6大隊第12中隊換裝8架RF-104G戰術偵察機，替換該大隊配備的RF-84F戰術偵察機。同年12月再接收2架TF-104G雙座機提供轉換訓練需求使用。
第12中隊新換裝的8架RF-104G編號均採偶數號，理由為歷年損失的偵察機編號多為奇數號，為使飛行員安心，在「寧可信其有，不可信其無」的心態下，編號也就從善如流避開奇數號。
但是到1980年，由於歷次事故影響，阿里山3號RF-104各機僅剩2架倖存。因此在1982年阿里山8號計劃實施後，殘存機拆除相機退出偵察機序列，並改裝為F-104G補充防空戰備。
本批次10架機體全部為洛克希德原廠製造，機籍資料如下表：
| 飛機型號 | 國軍編號 | 美軍序列編號 | 阿里山計畫批次 | 備註                       |
| -------- | -------- | ------------ | -------------- | -------------------------- |
| RF-104G  | 5626     | 62-12241     | 阿里山3號      | 失事                       |
| RF-104G  | 5628     | 62-12242     | 阿里山3號      | 改裝為F-104G機號4401／失事 |
| RF-104G  | 5630     | 62-12243     | 阿里山3號      | 失事                       |
| RF-104G  | 5632     | 62-12244     | 阿里山3號      | 改裝為F-104G機號4402／失事 |
| RF-104G  | 5634     | 62-12245     | 阿里山3號      | 失事                       |
| RF-104G  | 5636     | 62-12246     | 阿里山3號      | 失事                       |
| RF-104G  | 5638     | 62-12248     | 阿里山3號      | 失事                       |
| RF-104G  | 5640     | 62-12249     | 阿里山3號      | 失事                       |
| TF-104G  | 4146     | 62-12271     | 阿里山3號      | 失事                       |
| TF-104G  | 4147     | 61-03030     | 阿里山3號      | 紀念展示機                 |

## 阿里山4號
1964年（民國53年）5月1日，中華民國空軍接續實施阿里山4號計劃，由第3大隊第28中隊接收前一年美援機的另外24架F/TF-104G（23架單座、1架雙座），汰換該中隊原先操作的F-86F軍刀式戰鬥機。換裝完成後，第3大隊成為空軍首支全大隊均操作F-104的飛行大隊；與阿里山2號一樣，本批次原有3架RF-104G，惟接收後即改裝回戰鬥機使用。
本批次機籍資料如下表（*號表示加拿大飛機製造）：
| 飛機型號 | 國軍編號 | 美軍序列編號 | 阿里山計畫批次 | 備註        |
| -------- | -------- | ------------ | -------------- | ----------- |
| F-104G   | 4304     | 62-12254     | 阿里山4號      | 原RF-104G   |
| F-104G   | 4306     | 62-12247     | 阿里山4號      | 原RF-104G   |
| F-104G   | 4308     | 62-12256     | 阿里山4號      | 原RF-104G   |
| F-104G   | 4311     | 62-12214     | 阿里山4號      | 失事        |
| F-104G   | 4324     | 62-12224     | 阿里山4號      | 失事        |
| F-104G   | 4325     | 62-12225     | 阿里山4號      | 失事        |
| F-104G   | 4326     | 62-12226     | 阿里山4號      | 失事        |
| F-104G   | 4327     | 62-12227     | 阿里山4號      | 失事        |
| F-104G   | 4328     | 62-12228     | 阿里山4號      | 失事        |
| F-104G   | 4329     | 62-12229     | 阿里山4號      | 失事        |
| F-104G   | 4330     | 62-12230     | 阿里山4號      | 失事        |
| F-104G   | 4331     | 62-12231     | 阿里山4號      | 失事        |
| F-104G   | 4332     | 62-12338     | 阿里山4號      | *紀念展示機 |
| F-104G   | 4333     | 62-12728     | 阿里山4號      | *失事       |
| F-104G   | 4334     | 64-17760     | 阿里山4號      | *失事       |
| F-104G   | 4335     | 64-17761     | 阿里山4號      | *失事       |
| F-104G   | 4336     | 64-17762     | 阿里山4號      | *失事       |
| F-104G   | 4337     | 64-17763     | 阿里山4號      | *           |
| F-104G   | 4340     | 64-17767     | 阿里山4號      | *           |
| F-104G   | 4348     | 64-17774     | 阿里山4號      | *紀念展示機 |
| F-104G   | 4349     | 64-17775     | 阿里山4號      | *           |
| F-104G   | 4360     | 61-2607      | 阿里山4號      | 失事        |
| F-104G   | 4361     | 61-2608      | 阿里山4號      | 失事        |
| TF-104G  | 4149     | 61-03026     | 阿里山4號      |             |

## 阿里山5號

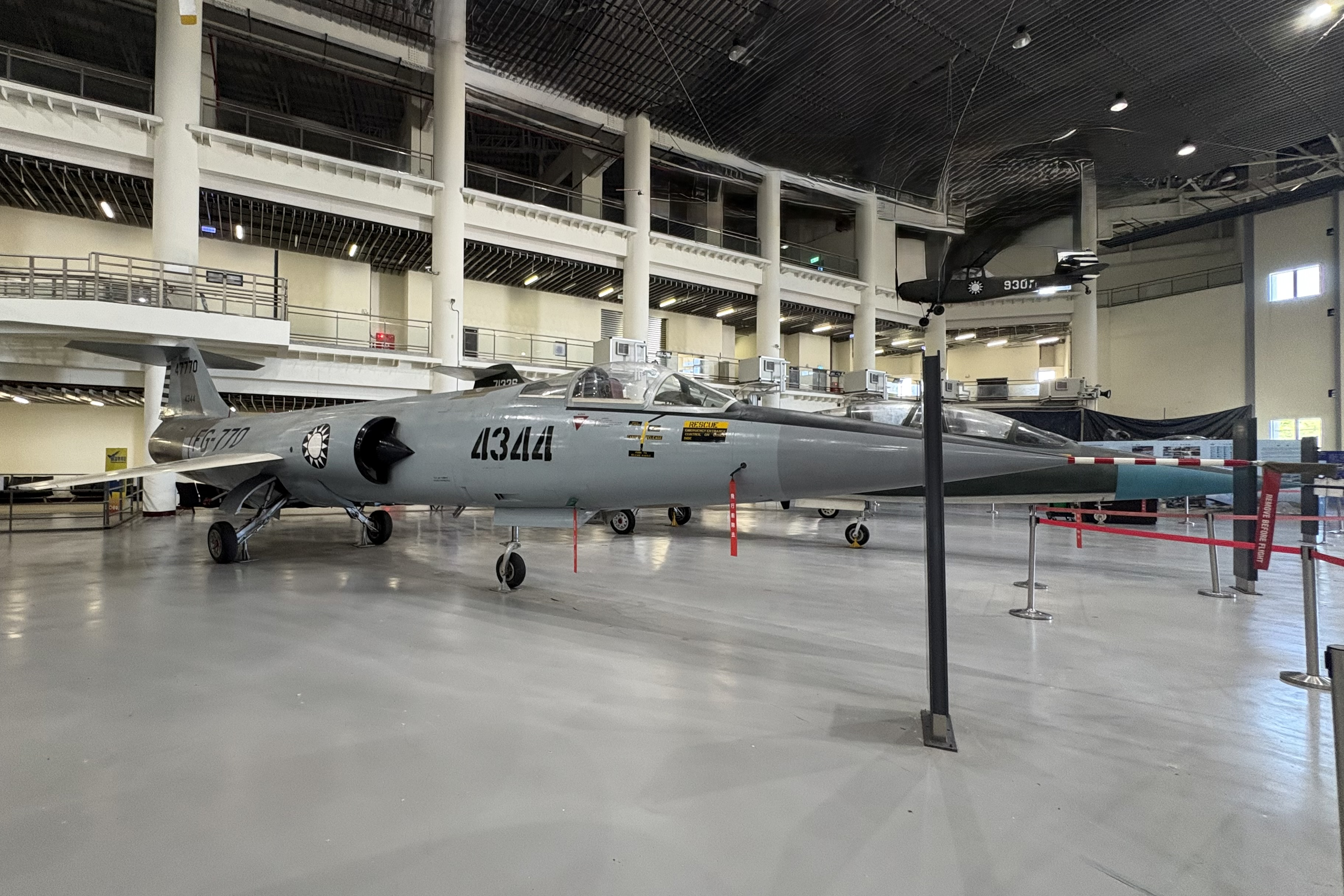
F-104G(編號4344/序號64-17770)113空戰石貝波上尉座機。

由於美軍強化對第三世界國家的軍援政策，東南亞國家的援助，美軍收回阿里山1號的F-104A/B讓渡給約旦及巴基斯坦。
為此中華民國空軍在1965年（民國54年）5月11日實施阿里山5號計劃，原本採用A/B型機的3大隊第8中隊從美方獲得全新的F-104G；本批次總共有11架F-104G與2架RF-104G（惟接收後即改裝回戰鬥機使用），於113空戰獲得擊墜紀錄的F-104G戰功機即屬本批次。
與阿里山2號及4號相同，阿里山5號部份機體同為加拿大飛機承造，機籍資料如下表（*號表示加拿大飛機製造）：
| 飛機型號 | 國軍編號 | 美軍序列編號 | 阿里山計畫批次 | 備註                                 |
| -------- | -------- | ------------ | -------------- | ------------------------------------ |
| F-104G   | 4305     | 62-12255     | 阿里山5號      | 原RF-104G／失事                      |
| F-104G   | 4310     | 62-12260     | 阿里山5號      | 原RF-104G／失事                      |
| F-104G   | 4312     | 62-12215     | 阿里山5號      |                                      |
| F-104G   | 4313     | 62-12216     | 阿里山5號      | 失事                                 |
| F-104G   | 4314     | 62-12217     | 阿里山5號      |                                      |
| F-104G   | 4344     | 64-17770     | 阿里山5號      | *1967年「113空戰」戰功機／紀念展示機 |
| F-104G   | 4345     | 64-17771     | 阿里山5號      | *失事                                |
| F-104G   | 4346     | 64-17772     | 阿里山5號      | *失事                                |
| F-104G   | 4347     | 64-17773     | 阿里山5號      | *1967年「113空戰」戰功機／失事       |
| F-104G   | 4352     | 64-17778     | 阿里山5號      | *失事                                |
| F-104G   | 4353     | 64-17779     | 阿里山5號      | *失事                                |
| F-104G   | 4355     | 64-17793     | 阿里山5號      | *失事                                |
| F-104G   | 4358     | 64-17786     | 阿里山5號      | *失事                                |

## 阿里山6號

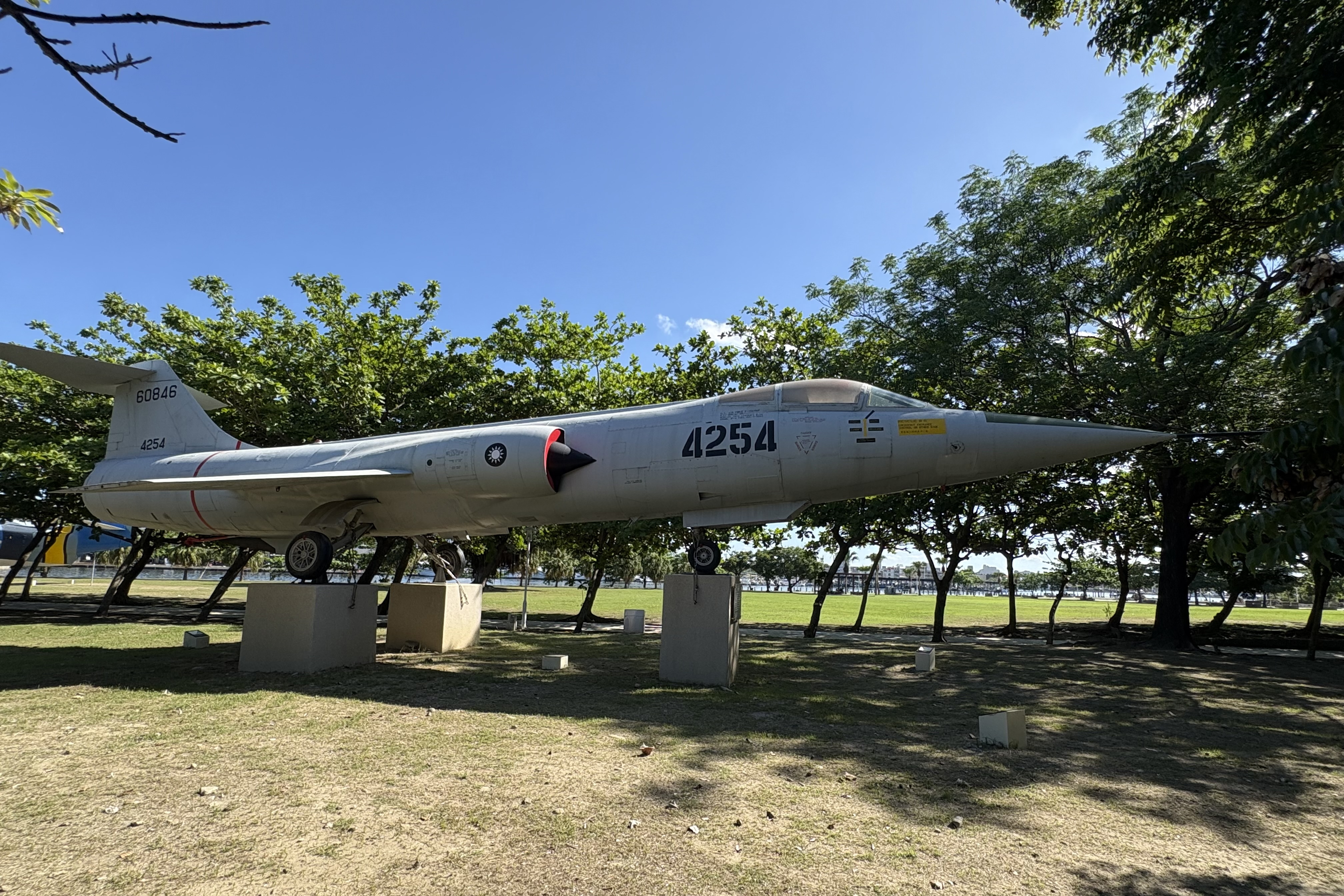
中華民國空軍F-104A戰鬥機

1970年（民國59年）6月，空軍向美國爭取F-4戰機未果，但得到美國提供兩個中隊的F-100A與一個中隊的F-104A/B。同年12月1日換裝，此為阿里山6號計劃，共接收了25架F-104A/B（單做22架、雙座3架）。由新竹基地11大隊41中隊接收換裝。
雖然看似美國只提供了較早出廠的二手A型機，但較不為人知的是這批A型機在機體性能的突出之處；該批F-104A為F-104A-20-LO批次機體、1956年出廠，與1958年增援臺灣的第83攔截機中隊運用機型相同，但這批飛機在美國空軍操作時是由1969年12月解散的美國空軍第319攔截機訓練中隊運用，單位解散後轉移給中華民國空軍；在1967年底，319中隊的26架戰機為協助F-104S戰鬥機開發，故改裝上S型機使用的J79-GE-19型發動機（後燃推力17,900磅），推力數值甚至高於F-104G，又比阿里山一號的F-104A/B推力提升了1,900磅，加上比較輕為攔截任務設計的A型機身，使得這批F-104A推重比表現是F-104家族中最佳的一種子型號。這批F-104A與阿里山一號外觀上的不同處在於發動機噴嘴，後期加裝了上下防撞燈、機首下方的太康天線及主輪蓋攔截器。
推力增強後的F-104A飛行表現，據服役過的飛官回憶加速性極佳、飛行操作性也相當優秀，因此飛過的飛行員個個讚不絕口；由0.9馬赫加速至2.0馬赫只需2分多，1.4馬赫還可以帶桿轉彎，+2G的動作下，後燃器全開飛行速度仍可到達馬赫2.0。當戰機无外挂、機內燃油3,000磅、推重比接近1時，加速度更快。
| 飛機型號 | 國軍編號 | 美軍序列編號 | 阿里山計畫批次 | 備註       |
| -------- | -------- | ------------ | -------------- | ---------- |
| F-104A   | 4241     | 56-0823      | 阿里山6號      | 紀念展示機 |
| F-104A   | 4242     | 56-0827      | 阿里山6號      | 失事       |
| F-104A   | 4243     | 56-0844      | 阿里山6號      |            |
| F-104A   | 4244     | 56-0854      | 阿里山6號      |            |
| F-104A   | 4245     | 56-0858      | 阿里山6號      | 失事       |
| F-104A   | 4246     | 56-0861      | 阿里山6號      |            |
| F-104A   | 4247     | 56-0866      | 阿里山6號      | 失事       |
| F-104A   | 4248     | 56-0880      | 阿里山6號      | 失事       |
| F-104A   | 4249     | 56-0808      | 阿里山6號      | 失事       |
| F-104A   | 4250     | 56-0816      | 阿里山6號      |            |
| F-104A   | 4251     | 56-0822      | 阿里山6號      | 失事       |
| F-104A   | 4252     | 56-0831      | 阿里山6號      | 失事       |
| F-104A   | 4253     | 56-0833      | 阿里山6號      | 紀念展示機 |
| F-104A   | 4254     | 56-0846      | 阿里山6號      | 紀念展示機 |
| F-104A   | 4255     | 56-0865      | 阿里山6號      | 紀念展示機 |
| F-104A   | 4256     | 56-0867      | 阿里山6號      | 紀念展示機 |
| F-104A   | 4257     | 56-0870      | 阿里山6號      | 失事       |
| F-104A   | 4258     | 56-0876      | 阿里山6號      | 紀念展示機 |
| F-104A   | 4259     | 56-0878      | 阿里山6號      | 失事       |
| F-104A   | 4260     | 56-0882      | 阿里山6號      | 失事       |
| F-104A   | 4261     | 56-0829      | 阿里山6號      | 失事       |
| F-104A   | 4262     | 56-0852      | 阿里山6號      |            |
| F-104B   | 4121     | 57-1310      | 阿里山6號      | 失事       |
| F-104B   | 4122     | 56-3723      | 阿里山6號      | 失事       |
| F-104B   | 4123     | 56-3722      | 阿里山6號      |            |

## 阿里山7號

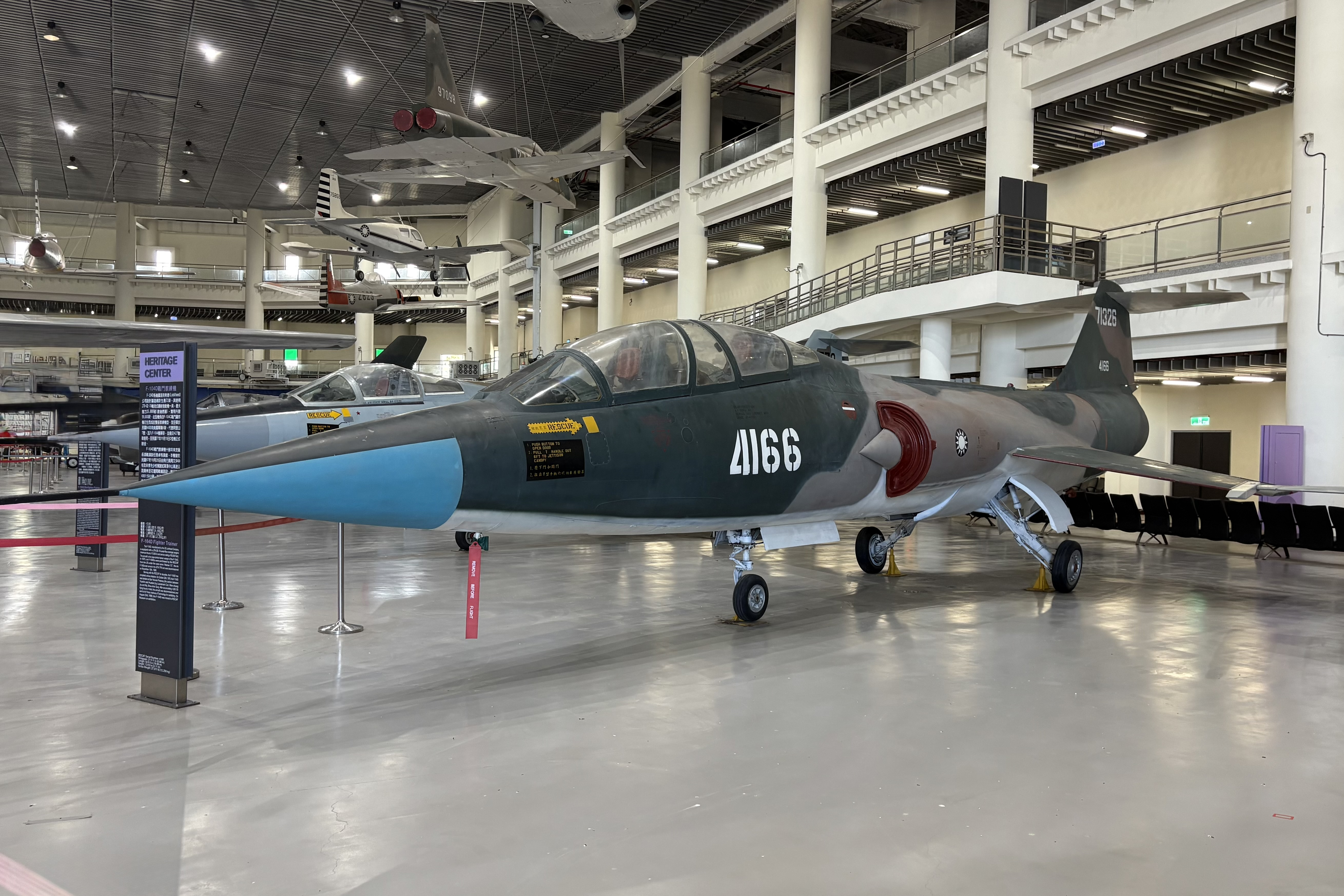
F-104D教練機

因雙座機的嚴重短缺，空軍遂於1976年（民國65年）5月13日實施阿里山7號計劃，購置美軍除役的F-104D共7架，由3大隊接收。其中1架做為拆零機，其餘全部在修復後投入服役。至1988年除役。
| 飛機型號 | 國軍編號 | 美軍序列編號 | 阿里山計畫批次 | 備註       |
| -------- | -------- | ------------ | -------------- | ---------- |
| F-104D   | 4161     | 57-1315      | 阿里山7號      |            |
| F-104D   | 4162     | 57-1316      | 阿里山7號      |            |
| F-104D   | 4163     | 57-1318      | 阿里山7號      | 失事       |
| F-104D   | 4164     | 57-1319      | 阿里山7號      |            |
| F-104D   | 4165     | 57-1321      | 阿里山7號      | 失事       |
| F-104D   | 4166     | 57-1326      | 阿里山7號      | 紀念展示機 |

## 阿里山8號

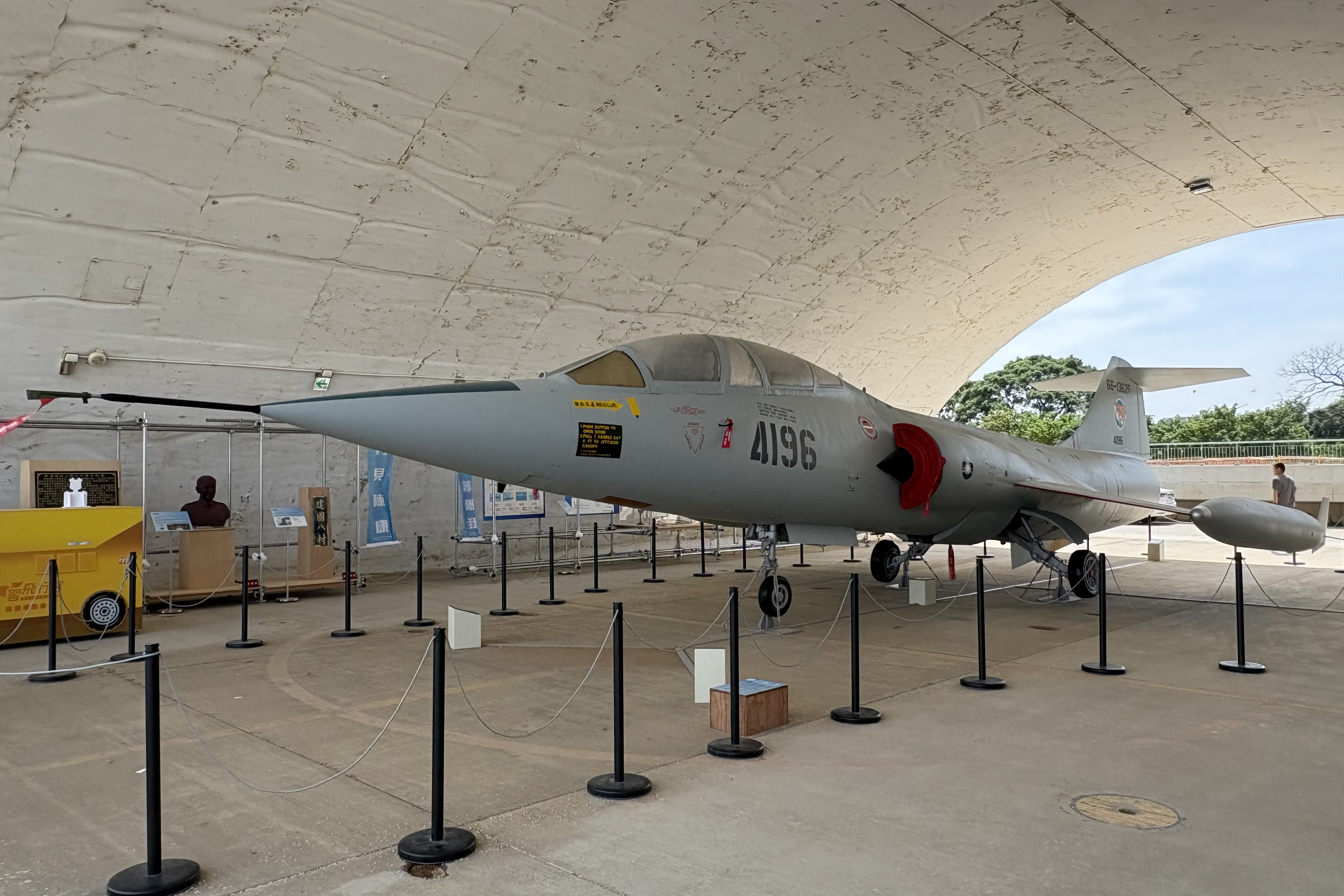
TF-104G(編號4196/序號66-13625)，於桃園航空城博物館-05警戒區機堡內展示

1980年代初期，美國雷根政府與中共簽訂817公報後，空軍向美國提出購置 XF 戰機（主要是 F-16/79、及 F-20）便受到強大政治阻礙而未能通過。但仍得到美國政府同意，將西德聯邦國防軍空軍於美國路克空軍基地（LUKE AFB）的一批66架TF/F-104G售予中華民國。這批戰機共有29架F-104G、37架TF-104G 、分為23架及43架兩批運交。計劃中尚包括26具J79發動機、17具後燃器。
這批飛機中，TF-104G由當時仍運用F-104的3、6、11大隊下轄之5個戰鬥/偵照中隊均分；F-104G則由11大隊的42、48中隊換裝，11大隊因此成為空軍第二支全大隊運用F-104的單位，在阿里山8號完成之際，中華民國F-104機隊進入服役高峰期，當時有2個戰術戰鬥機大隊及1個偵照中隊，共7個中隊運用F-104。
在本次計畫執行中，空軍也趁機升級了RF-104G的偵照性能，採購代號「始安計畫」，總價為5億新台幣（1983年幣值），從1984年服役運作至1998年F-104全數除役。空軍挑選了4架F-104G（4398、4400、4365、4392），作為新型戰術偵照設備的載臺。新型偵照相機為李頓PC-201長距斜角掃描式相機(Long Range Oblique Photography , LOROP)，因代號緣故又稱「始安相機」，由於價格高昂僅購入2部。PC-201 LOROP之焦距長72英吋，無法塞入F-104的前機身，李頓為此設計了特制長機鼻以容納相機硬體。始安相機的最長偵照距離為72公里，由於特製機鼻導致RF-104重量變化，所有的操作速度都要增加10節，且相機啟動運作時只能容許飛機在10度以內的坡度緩慢轉彎。
1983年7月20日，由十一大隊41中隊實施阿里山八號F-104G戰機戰備訓練計劃，換裝TF-104G。第一架組裝完成的是4186號機。1984年1月1日，42中隊換裝F-104G，同年9月5日48中隊換裝F-104G，這批戰機也是最後除役的一批，共服役15年。
因為原屬西德空軍,本批次的F/TF-104G皆有原西德空軍的「影子序號」。資料如下：

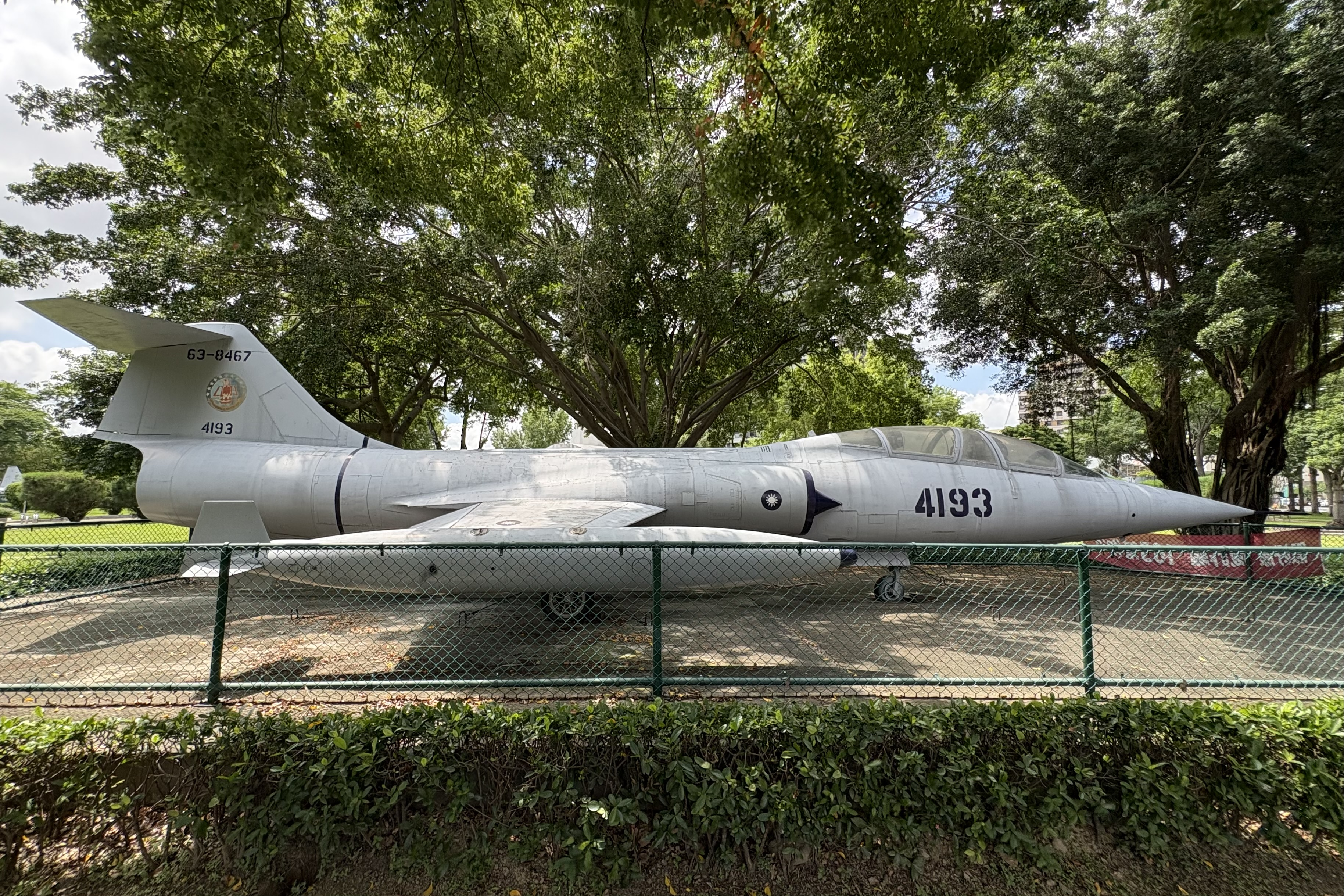
TF-104G(編號4193/序號63-8467)教練機，現於台中市北屯區八二三砲戰紀念公園內展示

| 飛機型號 | 國軍編號 | 美軍序列編號 | 阿里山計畫批次 | 備註                                                                 |
| -------- | -------- | ------------ | -------------- | -------------------------------------------------------------------- |
| F-104G   | 4362     | 63-13229     | 阿里山8號      | 原西德空軍KG+156／23+66號機                                          |
| F-104G   | 4363     | 63-13234     | 阿里山8號      | 原西德空軍DA+112／20+13號機                                          |
| F-104G   | 4364     | 63-13235     | 阿里山8號      | 原西德空軍DA+113／20+14號機                                          |
| F-104G   | 4365     | 63-13238     | 阿里山8號      | 原西德空軍DA+118／20+17號機／始安計畫改裝機                          |
| F-104G   | 4366     | 63-13240     | 阿里山8號      | 原西德空軍DA+120／20+19號機                                          |
| F-104G   | 4367     | 63-13242     | 阿里山8號      | 原西德空軍DA+106／20+20號機／紀念展示機                              |
| F-104G   | 4368     | 63-13243     | 阿里山8號      | 原西德空軍DA+231／20+21號機                                          |
| F-104G   | 4369     | 63-13244     | 阿里山8號      | 原西德空軍DA+232／20+22號機                                          |
| F-104G   | 4370     | 63-13245     | 阿里山8號      | 原西德空軍DA+233／20+23號機                                          |
| F-104G   | 4371     | 63-13249     | 阿里山8號      | 原西德空軍DA+237／20+26號機／始安計畫改裝機／紀念展示機              |
| F-104G   | 4372     | 63-13251     | 阿里山8號      | 原西德空軍DA+239／20+28號機                                          |
| F-104G   | 4373     | 63-13252     | 阿里山8號      | 原西德空軍DA+240／20+29號機                                          |
| F-104G   | 4374     | 63-13253     | 阿里山8號      | 原西德空軍DA+241／20+30號機／失事                                    |
| F-104G   | 4375     | 63-13254     | 阿里山8號      | 原西德空軍DA+242／20+31號機／RF-104G改裝機／紀念展示機               |
| F-104G   | 4376     | 63-13255     | 阿里山8號      | 原西德空軍DA+243／20+32號機                                          |
| F-104G   | 4377     | 63-13257     | 阿里山8號      | 原西德空軍DA+114／20+34號機                                          |
| F-104G   | 4378     | 63-13260     | 阿里山8號      | 原西德空軍BG+118／20+65號機／始安計畫改裝機／紀念展示機              |
| F-104G   | 4379     | 63-13262     | 阿里山8號      | 原西德空軍BG+108／20+73號機                                          |
| F-104G   | 4380     | 63-13264     | 阿里山8號      | 原西德空軍BG+110／20+79號機                                          |
| F-104G   | 4381     | 63-13265     | 阿里山8號      | 原西德空軍BG+111／20+80號機／紀念展示機                              |
| F-104G   | 4382     | 63-13266     | 阿里山8號      | 原西德空軍BG+112／20+82號機                                          |
| F-104G   | 4383     | 63-13269     | 阿里山8號      | 原西德空軍DA+249／23+28號機                                          |
| F-104G   | 4384     | 63-13272     | 阿里山8號      | 原西德空軍DA+125／23+33號機／RF-104G改裝機5663／失事                 |
| F-104G   | 4385     | 63-13273     | 阿里山8號      | 原西德空軍DA+255／BG+143／23+24號機／失事                            |
| F-104G   | 4386     | 63-13690     | 阿里山8號      | 原西德空軍KG+283／24+40號機／失事                                    |
| F-104G   | 4387     | 63-13691     | 阿里山8號      | 原西德空軍KG+288／24+45號機／RF-104G改裝機／失事                     |
| F-104G   | 4388     | 65-12745     | 阿里山8號      | 原西德空軍DA+250／21+33號機                                          |
| F-104G   | 4389     | 65-12747     | 阿里山8號      | 原西德空軍KE+398／22+23號機                                          |
| F-104G   | 4390     | 65-12748     | 阿里山8號      | 原西德空軍DA+250／21+70號機                                          |
| F-104G   | 4391     | 65-12750     | 阿里山8號      | 原西德空軍KG+167／23+68號機／RF-104G改裝機5663／失事                 |
| F-104G   | 4392     | 65-12751     | 阿里山8號      | 原西德空軍KG+168／23+69號機／RF-104G改裝機5665／失事                 |
| F-104G   | 4393     | 65-12753     | 阿里山8號      | 原西德空軍KG+171／23+72號機／紀念展示機                              |
| F-104G   | 4394     | 66-13256     | 阿里山8號      | 原西德空軍DD+253／22+94號機                                          |
| F-104G   | 4395     | 67-14885     | 阿里山8號      | 原西德空軍DD+234／22+53號機／RF-104G改裝機                           |
| F-104G   | 4396     | 67-14887     | 阿里山8號      | 原西德空軍DC+102／20+60號機／RF-104G改裝機／失事                     |
| F-104G   | 4397     | 67-14889     | 阿里山8號      | 原西德空軍DD+368／21+47號機                                          |
| F-104G   | 4398     | 67-14890     | 阿里山8號      | 原西德空軍BB+251／24+56號機／始安計畫改裝機／紀念展示機              |
| F-104G   | 4399     | 67-14892     | 阿里山8號      | 原西德空軍BB+242／24+48號機／RF-104G改裝機5665／失事                 |
| F-104G   | 4400     | 67-22517     | 阿里山8號      | 原西德空軍KG+330／24+80號機／RF-104G改裝機5666／紀念展示機           |
| TF-104G  | 4171     | 61-3073      | 阿里山8號      | 原西德空軍27+42號機／紀念展示機                                      |
| TF-104G  | 4172     | 61-3074      | 阿里山8號      | 原西德空軍27+43號機                                                  |
| TF-104G  | 4173     | 61-3075      | 阿里山8號      | 原西德空軍27+44號機                                                  |
| TF-104G  | 4174     | 61-3076      | 阿里山8號      | 原西德空軍27+45號機                                                  |
| TF-104G  | 4175     | 61-3078      | 阿里山8號      | 原西德空軍27+47號機                                                  |
| TF-104G  | 4176     | 61-3079      | 阿里山8號      | 原西德空軍27+48號機                                                  |
| TF-104G  | 4177     | 61-3080      | 阿里山8號      | 原西德空軍27+49號機／紀念展示機                                      |
| TF-104G  | 4178     | 61-3082      | 阿里山8號      | 原西德空軍27+51號機／紀念展示機                                      |
| TF-104G  | 4179     | 61-3083      | 阿里山8號      | 原西德空軍27+52號機／紀念展示機                                      |
| TF-104G  | 4180     | 61-3084      | 阿里山8號      | 原西德空軍27+53號機／失事                                            |
| TF-104G  | 4181     | 63-8452      | 阿里山8號      | 原西德空軍27+54號機                                                  |
| TF-104G  | 4182     | 63-8454      | 阿里山8號      | 原西德空軍27+56號機／紀念展示機                                      |
| TF-104G  | 4183     | 63-8455      | 阿里山8號      | 原西德空軍27+57號機／失事                                            |
| TF-104G  | 4184     | 63-8456      | 阿里山8號      | 原西德空軍27+58號機／失事                                            |
| TF-104G  | 4185     | 63-8457      | 阿里山8號      | 原西德空軍27+59號機                                                  |
| TF-104G  | 4186     | 63-8458      | 阿里山8號      | 原西德空軍27+60號機／於1998年5月22日在除役典禮中擔任僚機／紀念展示機 |
| TF-104G  | 4187     | 63-8460      | 阿里山8號      | 原西德空軍27+62號機                                                  |
| TF-104G  | 4188     | 63-8461      | 阿里山8號      | 原西德空軍27+63號機                                                  |
| TF-104G  | 4189     | 63-8462      | 阿里山8號      | 原西德空軍27+64號機                                                  |
| TF-104G  | 4190     | 63-8463      | 阿里山8號      | 原西德空軍27+65號機                                                  |
| TF-104G  | 4191     | 63-8464      | 阿里山8號      | 原西德空軍27+66號機／失事                                            |
| TF-104G  | 4192     | 63-8465      | 阿里山8號      | 原西德空軍27+67號機／紀念展示機                                      |
| TF-104G  | 4193     | 63-8467      | 阿里山8號      | 原西德空軍27+69號機／紀念展示機                                      |
| TF-104G  | 4194     | 63-8468      | 阿里山8號      | 原西德空軍27+70號機                                                  |
| TF-104G  | 4195     | 66-13622     | 阿里山8號      | 原西德空軍28+03號機／紀念展示機                                      |
| TF-104G  | 4196     | 66-13625     | 阿里山8號      | 原西德空軍28+06號機／於1998年5月22日在除役典禮中擔任長機／紀念展示機 |
| TF-104G  | 4197     | 66-13631     | 阿里山8號      | 原西德空軍28+12號機                                                  |

## 阿里山9號
為了維持日趨老舊的F-104機群及補充因損失而減少的數量，空軍決定向美方再增購一批F-104戰機，而美國便將號稱在亞利桑那州沙漠儲存場封存，由日本製造，並在日本航空自衛隊服役的F-104J/DJ轉售中華民國。日本製造的星式機會封存在美國是因為這批戰機購置時為美國以海外有償軍援的方式出資協助日本自製，產權上屬於日美共有，有必要也可逃避武器輸出三原則規範轉讓，因此航空自衛隊在1986年將星式機完全除役後挑選了狀況較好的飛機歸還美國，美國則利用規範漏洞轉讓給中華民國，實際上這批飛機可能根本連封存廠都沒進去過。
中華民國空軍於1987年7月6日實施阿里山9號計劃，購置30架F-104J與6架F-104DJ，但只組裝其中26架（21架F-104J及5架F-104DJ），其餘充做拆零機。其中因為4520號機於飛交清泉崗時墜毀在半途中，於是再組裝一架4522號機補充。本批戰機由阿里山2號接裝的3大隊7中隊使用，而該中隊的G型機則遭汰換。
J型機與G型機的不同主要受到日本國情限制，J型在製造時便取消了M-2轟炸計算機，火控雷達也是比較陽春的NASARR F15J，雖然服役時有配備2.75吋空用火箭，但嚴格來講並不具備對地攻擊能力。但因為取消了相關機能，飛機整體重量略輕，飛行性能也略勝G型機一籌。反映在外觀上的差距為主輪較G/S型窄，起落架艙蓋並無像G/S型一樣隆起一塊方形。
雖然日本挑選了飛行時數較低且較新的飛機轉讓，但是終究是日本授權生產的特規機，許多零件即使和G型看似共通，但實際混合運用時仍會出問題。尤其是J79渦輪噴射發動機，J型機使用者部份細部與G型機並不相同，也因此發生至少一起墜機意外。加上空軍未能獲得完整的F-104J/DJ技令，導致在後勤保修上的困難日趨嚴重，因此在1990年4511號機失事後，空軍即加速了J型機的除役進度，讓F-104J/DJ在空軍內服役不到5年就於1991年3月1日除役。
最廣為人知的零件相容性問題是發生在1993年3月4日的5664號RF-104G偵察機失事事故，經調查係肇因於發動機故障（J型用J79發動機後段與G型用J79發動機前段相接），飛行員張復一中校在跳傘3天後才獲救。
| 飛機型號 | 國軍編號 | 日本航空自衛隊序列編號 | 阿里山計畫批次 | 備註                                          |
| -------- | -------- | ---------------------- | -------------- | --------------------------------------------- |
| F-104J   | 4501     | 46-8612                | 阿里山9號      | 原日本空自612號機                             |
| F-104J   | 4502     | 36-8528                | 阿里山9號      | 原日本空自528號機                             |
| F-104J   | 4503     | 36-8531                | 阿里山9號      | 原日本空自531號機                             |
| F-104J   | 4504     | 36-8554                | 阿里山9號      | 原日本空自554號機                             |
| F-104J   | 4505     | 46-8611                | 阿里山9號      | 原日本空自611號機／失事                       |
| F-104J   | 4506     | 36-8565                | 阿里山9號      | 原日本空自565號機／紀念展示機                 |
| F-104J   | 4507     | 46-8569                | 阿里山9號      | 原日本空自569號機／失事                       |
| F-104J   | 4508     | 46-8570                | 阿里山9號      | 原日本空自570號機                             |
| F-104J   | 4509     | 36-8508                | 阿里山9號      | 原日本空自508號機                             |
| F-104J   | 4510     | 26-8503                | 阿里山9號      | 原日本空自503號機                             |
| F-104J   | 4511     | 46-8582                | 阿里山9號      | 原日本空自582號機／失事                       |
| F-104J   | 4512     | 36-8509                | 阿里山9號      | 原日本空自509號機                             |
| F-104J   | 4513     | 36-8514                | 阿里山9號      | 原日本空自514號機                             |
| F-104J   | 4514     | 46-8616                | 阿里山9號      | 原日本空自616號機／紀念展示機                 |
| F-104J   | 4515     | 46-8618                | 阿里山9號      | 原日本空自618號機／紀念展示機                 |
| F-104J   | 4516     | 46-8619                | 阿里山9號      | 原日本空自619號機                             |
| F-104J   | 4517     | 46-8627                | 阿里山9號      | 原日本空自627號機／失事                       |
| F-104J   | 4518     | 26-8502                | 阿里山9號      | 原日本空自502號機                             |
| F-104J   | 4519     | 46-8645                | 阿里山9號      | 原日本空自645號機                             |
| F-104J   | 4520     |                        | 阿里山9號      | 原機號不明／失事                              |
| F-104J   | 4521     | 36-8541                | 阿里山9號      | 原日本空自541號機                             |
| F-104J   | 4522     | 46-8596                | 阿里山9號      | 原日本空自596號機／紀念展示機                 |
| F-104J   | 4526     | 36-8526                | 阿里山9號      | 原日本空自526號機／拆零機，未服役／紀念展示機 |
| F-104J   | 4547     | 36-8547                | 阿里山9號      | 原日本空自547號機／拆零機，未服役／紀念展示機 |
| F-104J   |          | 36-8525                | 阿里山9號      | 原日本空自525號機／拆零機，未服役             |
| F-104J   |          | 36-8535                | 阿里山9號      | 原日本空自535號機／拆零機，未服役             |
| F-104J   |          | 36-8555                | 阿里山9號      | 原日本空自555號機／拆零機，未服役             |
| F-104J   |          | 36-8556                | 阿里山9號      | 原日本空自556號機／拆零機，未服役             |
| F-104J   |          | 36-8576                | 阿里山9號      | 原日本空自576號機／拆零機，未服役             |
| F-104J   |          | 46-8577                | 阿里山9號      | 原日本空自577號機／拆零機，未服役             |
| F-104J   |          | 46-8580                | 阿里山9號      | 原日本空自580號機／拆零機，未服役             |
| F-104J   |          | 46-8614                | 阿里山9號      | 原日本空自614號機／拆零機，未服役             |
| F-104J   |          | 46-8634                | 阿里山9號      | 原日本空自634號機／拆零機，未服役             |
| F-104J   |          | 56-8671                | 阿里山9號      | 原日本空自671號機／拆零機，未服役             |
| F-104DJ  | 4591     | 26-5003                | 阿里山9號      | 原日本空自003號機                             |
| F-104DJ  | 4592     | 26-5004                | 阿里山9號      | 原日本空自004號機                             |
| F-104DJ  | 4593     | 26-5006                | 阿里山9號      | 原日本空自006號機                             |
| F-104DJ  | 4594     | 36-5016                | 阿里山9號      | 原日本空自016號機                             |
| F-104DJ  | 4595     | 36-5017                | 阿里山9號      | 原日本空自017號機／紀念展示機                 |
| F-104DJ  |          | 36-5012                | 阿里山9號      | 原日本空自012號機／拆零機，未服役             |

## 阿里山10號
1984年（民國73年），在6~8月短短3個月內接連三起F-100戰鬥機失事之後，空軍決定全面汰除48中隊的F-100機群。為補充F-100除役後11大隊戰機的不足，空軍於是再向美國購置了一批F-104G。這批F-104G為美國依海外軍援計劃軍援丹麥皇家空軍的戰機，丹麥除役之後歸還美國再轉售台灣。此即阿里山10號計劃。
空軍在1988年1月15日實施阿里山10號，共購置18架（單座15架、雙座3架）。這批F-104G部份為加拿大飛機公司（Canadair）生產、與阿里山2號部份F-104G是同一個生產批號，20餘年後這些戰機竟又在台灣相逢。但和阿里山8號的F-104G在外形及內部結構都有些許不同，而這批F-104G準備運交台灣時，美方先行予以整修將F-104G的輕翼結構改為與TF-104G相同的重翼結構，以增加其強度及使用壽命。
| 型號    | 國軍編號 | 美軍序列編號 | 阿里山計畫批次 | 備註                                                                                |
| ------- | -------- | ------------ | -------------- | ----------------------------------------------------------------------------------- |
| F-104G  | 4411     | 62-12340     | 阿里山10號     | 原丹麥皇家空軍R-340號機                                                             |
| F-104G  | 4412     | 62-12342     | 阿里山10號     | 原丹麥皇家空軍R-342號機／紀念展示機                                                 |
| F-104G  | 4413     | 62-12345     | 阿里山10號     | 原丹麥皇家空軍R-345號機／紀念展示機                                                 |
| F-104G  | 4414     | 62-12347     | 阿里山10號     | 原丹麥皇家空軍R-347號機                                                             |
| F-104G  | 4415     | 62-12348     | 阿里山10號     | 原丹麥皇家空軍R-348號機                                                             |
| F-104G  | 4416     | 62-12349     | 阿里山10號     | 原丹麥皇家空軍R-349號機／紀念展示機                                                 |
| F-104G  | 4417     | 63-13645     | 阿里山10號     | 原丹麥皇家空軍R-645號機／紀念展示機                                                 |
| F-104G  | 4418     | 63-13646     | 阿里山10號     | 原丹麥皇家空軍R-646號機                                                             |
| F-104G  | 4419     | 63-13647     | 阿里山10號     | 原丹麥皇家空軍R-647號機                                                             |
| F-104G  | 4420     | 63-12699     | 阿里山10號     | 原丹麥皇家空軍R-699號機／入藏美國經典飛機航空博物館，預定恢復飛行能力成為動態保存機 |
| F-104G  | 4421     | 63-12702     | 阿里山10號     | 原丹麥皇家空軍R-702號機／失事                                                       |
| F-104G  | 4422     | 63-12703     | 阿里山10號     | 原丹麥皇家空軍R-703號機                                                             |
| F-104G  | 4423     | 63-12707     | 阿里山10號     | 原丹麥皇家空軍R-707號機                                                             |
| F-104G  | 4424     | 64-17754     | 阿里山10號     | 原丹麥皇家空軍R-754號機／紀念展示機                                                 |
| F-104G  | 4425     | 64-17755     | 阿里山10號     | 原丹麥皇家空軍R-755號機                                                             |
| TF-104G | 4151     | 63-12682     | 阿里山10號     | 原丹麥皇家空軍RT-682號機                                                            |
| TF-104G | 4152     | 63-12683     | 阿里山10號     | 原丹麥皇家空軍RT-683號機                                                            |
| TF-104G | 4153     | 63-12684     | 阿里山10號     | 原丹麥皇家空軍RT-684號機                                                            |

## 阿里山11號
1990年，因為洛克希德公司宣佈停止供應F-104零組件，空軍最後透過美國國防部於前後購入前比利時空軍的16架F-104G與8架TF-104G。這批飛機運回國後並未投入服役，全數充作拆零機使用。
| 型號    | 國軍編號 | 比利時空軍序列編號 | 阿里山計畫批次 | 備註 |
| ------- | -------- | ------------------ | -------------- | ---- |
| F-104G  |          | FX03               | 阿里山11號     |      |
| F-104G  |          | FX07               | 阿里山11號     |      |
| F-104G  |          | FX10               | 阿里山11號     |      |
| F-104G  |          | FX44               | 阿里山11號     |      |
| F-104G  |          | FX45               | 阿里山11號     |      |
| F-104G  |          | FX48               | 阿里山11號     |      |
| F-104G  |          | FX57               | 阿里山11號     |      |
| F-104G  |          | FX59               | 阿里山11號     |      |
| F-104G  |          | FX62               | 阿里山11號     |      |
| F-104G  |          | FX64               | 阿里山11號     |      |
| F-104G  |          | FX65               | 阿里山11號     |      |
| F-104G  |          | FX67               | 阿里山11號     |      |
| F-104G  |          | FX72               | 阿里山11號     |      |
| F-104G  |          | FX74               | 阿里山11號     |      |
| F-104G  |          | FX80               | 阿里山11號     |      |
| F-104G  |          | FX81               | 阿里山11號     |      |
| TF-104G |          | FC01               | 阿里山11號     |      |
| TF-104G |          | FC02               | 阿里山11號     |      |
| TF-104G |          | FC03               | 阿里山11號     |      |
| TF-104G |          | FC04               | 阿里山11號     |      |
| TF-104G |          | FC06               | 阿里山11號     |      |
| TF-104G |          | FC07               | 阿里山11號     |      |
| TF-104G |          | FC10               | 阿里山11號     |      |
| TF-104G |          | FC11               | 阿里山11號     |      |
| TF-104G |          | FC12               | 阿里山11號     |      |

## 資料來源
- 王長河、葛惠敏著 用生命築長城－F-104星式戰鬥機臺海捍衛史． 台北，布克文化，2021. ISBN 978-986-5568-29-0.
- 傅鏡平著 F-104星式戰鬥機－中國空軍服役歷史． 台北，中國之翼出版社，2000. ISBN 9578628188.
- 世界の傑作機編集部 世界の傑作機NO.103 F-104 スターファイター． 東京，文林堂，2004. ISBN 9784893191076.
- 世界の傑作機編集部 世界の傑作機NO.104 ロッキード F-104J/DJ “栄光"． 東京，文林堂，2004. ISBN 9784893191083.